# 马思义
马思义（1914年—1967年），男，回族，宁夏西吉人，中华人民共和国政治人物，曾任宁夏回族自治区政协副主席。